# CajaGranada Fundación
La Fundación Caja General de Ahorros de Granada - CajaGranada Fundación, que opera bajo la marca CajaGranada Fundación, es una fundación española con sede en la ciudad de Granada. Su actividad consiste en el mantenimiento y difusión del patrimonio y la obra social y cultural de la entidad. Es la sucesora de la que fuera la Caja General de Ahorros de Granada, una caja de ahorros que utilizaba el mismo nombre comercial y que fue fundada en 1892 y operando bajo la marca La General hasta 2004 y CajaGranada de esta fecha en adelante.
En 2010, CajaGranada segregó su negocio bancario en favor del Sistema Institucional de Protección (SIP) Banco Mare Nostrum (BMN), formado junto a Caja Murcia, Caixa Penedès y Sa Nostra.
El 25 de junio de 2014, la Asamblea General de CajaGranada aprobó la disolución de la caja y su conversión en una fundación ordinaria.
La fundación poseía parte del accionariado de Banco Mare Nostrum (a 31 de diciembre de 2016, un 2,79%). Tras la fusión por absorción de Banco Mare Nostrum por Bankia en 2018, los accionistas de Banco Mare Nostrum (entre ellos, CajaGranada Fundación) pasaron a convertirse en accionistas de Bankia. En concreto, la fundación pasaría a tener un 0,184% de Bankia. Tras la fusión por absorción de Bankia por CaixaBank en 2021, la fundación pasaría a convertirse en accionista de CaixaBank.

## Historia
La Caja General de Ahorros de Granada se fundó en 1892 bajo el auspicio de la Sociedad Económica de Amigos del País de Granada y de la Cámara de Comercio, así como de otras instituciones públicas. Su razón social, al igual que el de otras cajas de ahorro, era el de crear una sociedad de ahorro sin ánimo de lucro que impulsara el crédito y la economía de su zona. 
La entidad financiera, que por entonces operaba bajo la marca comercial de "La General" mantuvo actividad únicamente en su ciudad de origen hasta 1947, cuando se comenzó a expandir por otras localidades de la provincia granadina como Pinos Puente, Loja, Santa Fe, Motril, Baza y Guadix. En 1954, gracias a los cambios en la normativa estatal, la caja extendió su red de oficinas por primera vez fuera de su área de influencia al entrar en la provincia de Jaén. La caja de ahorros continuó su expansión abriendo sucursales en 1982 el resto de Andalucía, en Madrid y en Barcelona. Llegó a tener actividad en toda Andalucía, el levante peninsular, Cataluña, Madrid y la ciudad de Melilla.
En 1991 absorbió a la Caja Provincial de Granada, convirtiéndose en la única caja de ahorros de la provincia. En consecuencia a su expansión fuera de su área de origen, en 2004 La General decidió renovar su imagen y su marca, rebautizándose bajo el nombre comercial de "CajaGranada". Para entonces, se situaba como la cuarta caja de ahorros de Andalucía por volumen de negocio y la decimocuarta de España.

### Banco Mare Nostrum (BMN)
En 2010 la reestructuración del sistema financiero en España fruto del estallido de la burbuja inmobiliaria, llevó a las cajas de ahorros—las más expuestas al ladrillo y por tanto las más perjudicadas por dicha situación— a plantear la fusión de varias entidades para poder hacer frente a las exigencias de capital y saneamiento que pedía el gobierno. 
La Junta de Andalucía recomendó públicamente e intentó promover una fusión de CajaGranada con las otras principales cajas andaluzas: Cajasol y Unicaja. Sin embargo, el presidente de la entidad, Antonio Jara Andréu, aseguraba que cualquier fusión de la caja debería pasar porque la sede se mantuviese en Granada y que CajaGranada debía ser la que liderara la fusión.
Sin embargo, ninguna de dichas pretensiones fue cumplida, ya que unos meses más tarde, Jara Andréu anunció un acuerdo para formalizar un proceso de fusión fría con otras entidades del arco mediterráneo: Caja Murcia, Caixa Penedès y Sa Nostra. En él, CajaGranada era la tercera entidad por peso accionarial, por detrás de Caja Murcia y Caixa Penedès.
Dicho proceso se llevó a cabo mediante la constitución por parte de las cuatro cajas de un SIP con sede en Madrid al que se llamó "Banco Mare Nostrum" (BMN). La dinámica sería que CajaGranada así como las otras entidades segregarían todo su negocio bancario (sucursales, clientes, cuentas, depósitos,...) en dicho banco, y las cajas sólo se quedarían con el patrimonio correspondiente a la obra social. A cambio de dicha cesión, cada caja tendría una participación accionarial en BMN, de forma que los dividendos por beneficio del banco permitirían a las cajas seguir financiando la obra social. En el momento de su formación, CajaGranada era propietaria del 18% de Banco Mare Nostrum (BMN).
Además, se firmó un acuerdo por el cual BMN tenía derecho a utilizar el logotipo y marca de las cajas de ahorros que dieron origen al banco en sus oficinas, a pesar de que dichas cajas ya no eran las propietarias ni las que operaban dichas sucursales. Así, la marca "CajaGranada" (sustituida posteriormente por la marca BMN-Cajagranada) se usaría en las oficinas de BMN de Andalucía y Melilla. El resto de oficinas de la antigua CajaGranada en otras comunidades autónomas cambiaron su denominación por la marca territorial de BMN correspondiente en cada comunidad. A pesar de la diferenciación por marcas locales, estas no tenían distinción jurídica ya que realmente todos eran distintos nombres para un mismo banco y no existían ninguna diferencia entre una y otra.
Dado que en marzo de 2013 el FROB inyectó 730 millones en Banco Mare Nostrum (BMN) a causa a sus dificultades financieras, el organismo gubernamental adquirió el 75,86% de las acciones del banco. Por ello, el porcentaje de participación y decisión de las cajas de ahorros que fundaron el banco se vio notablemente mermado. En junio de 2013, tras la conversión de participaciones preferentes en acciones, otras empresas entraron en el accionariado de BMN y las cajas fundadoras vieron nuevamente reducida su participación en el banco.
Tras la integración tecnológica de Banco Mare Nostrum (BMN) en Bankia en marzo de 2018, todas las oficinas de Banco Mare Nostrum (BMN) pasaron a operar con la imagen de Bankia.

### Transformación en fundación
En consecuencia a lo dispuesto por la ley de cajas aprobada por el Gobierno de España en 2013, CajaGranada y todas las cajas de ahorros que ya no tuviesen actividad financiera directa debían aprobar su transformación en una fundación.
El 25 de junio de 2014, la Asamblea General de CajaGranada aprobó la disolución de la caja y su conversión en una fundación ordinaria.

## Obra social

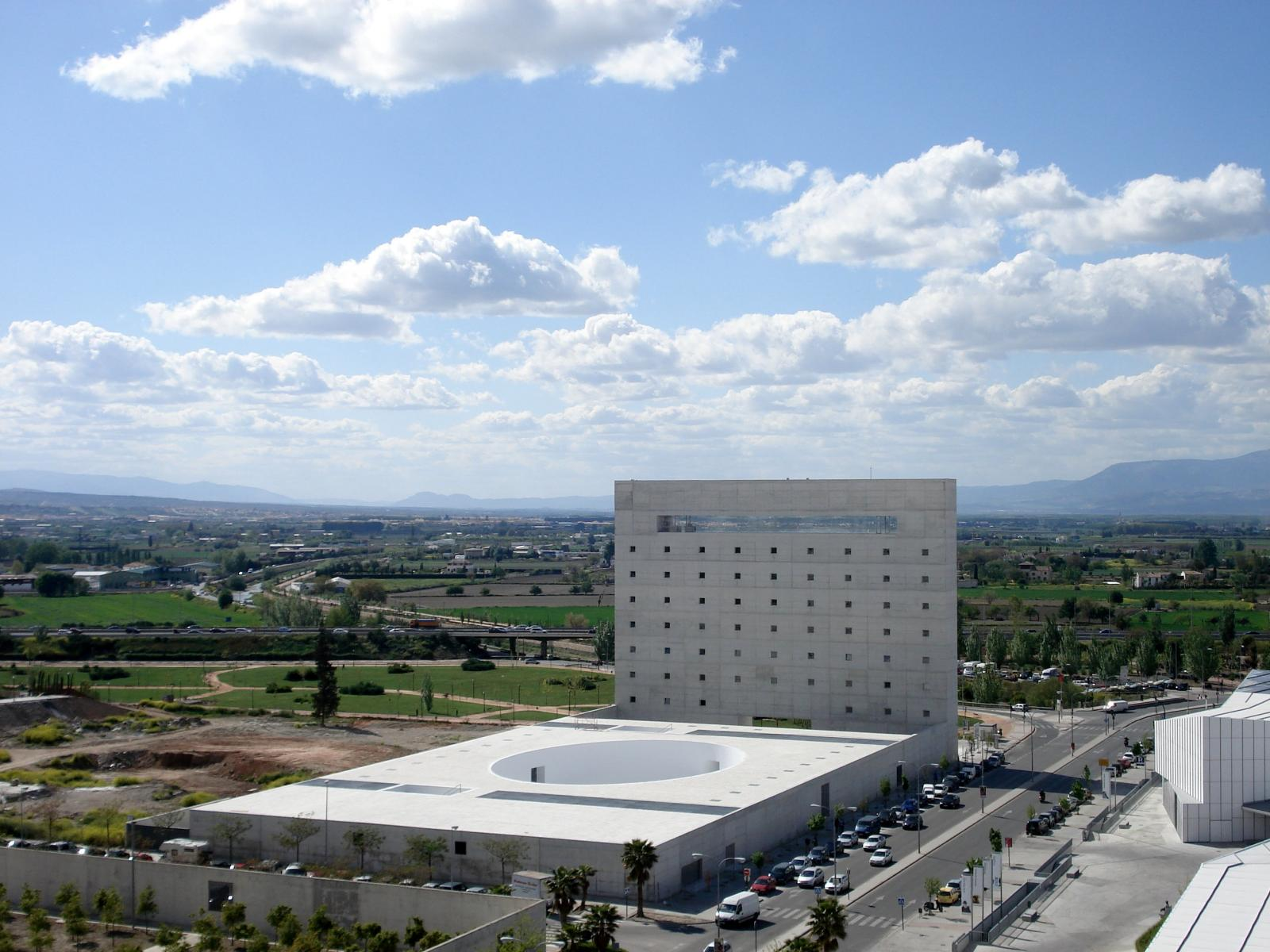
Centro Cultural Memoria de Andalucía, en Granada

En la actualidad, CajaGranada Fundación tiene como única actividad el mantenimiento de la Obra Social de la entidad, enfocada mayoritariamente en la provincia de Granada y Andalucía oriental. La Obra Social de CajaGranada tiene como principal patrimonio el Centro Cultural CajaGranada Memoria de Andalucía. Sin embargo, cuenta con participación en otras actividades culturales como las realizadas en el Parque de las Ciencias de Granada así como en otros teatros, centros culturales y colegios de la provincia. Además, desde 1985, convoca los Premios Literarios Jaén, de novela, poesía y narrativa juvenil, en los que pueden participar escritores de cualquier nacionalidad mientras las obras presentadas estén en castellano.

## Estructura
El principal órgano de gobierno de la Fundación es su patronato que, entre otras funciones, vela por el cumplimiento de los fines fundacionales de la misma. Organizativamente la entidad cuenta con las siguientes áreas y responsables:
- Fernando Bueno López-Viota. Director-Gerente
- Antonio Camacho Ruiz. Responsable de Comunicación, Marketing, Publicidad, Redes y Proyectos Europeos
- Miguel Arjona Trujillo. Responsable de Actividad Social y Cultural
- Eloisa del Alisal Sánchez. Responsable del Museo Memoria de Andalucía
- Ana Gómez Sousa. Responsable de Administración, Control y Colegios
- Yolanda Moles Quitián. Responsable de Asesoría Jurídica, RR.HH., Patronatos, Oficina Técnica y Colegios
- Patricia Villalba Fernández. Responsable de Gestión de Programas y Ejecución de Convenios

## Causas judiciales
En abril de 2014, el Juzgado de Instrucción número 5 de Granada llamó declarar, como imputado, al presidente de CajaGranada, Antonio Jara, por la subida del sueldo del que fuera director general de la entidad, Ramón Martín López, tras la denuncia interpuesta por UPyD contra 15 miembros del consejo de administración. En marzo de 2015, se produjo el sobreseimiento y archivo de la causa.